# Маедзава Юсаку
Юсаку Маедзава (яп. 前澤 友作, Маедзава Юсаку) (нар. 22 листопада 1975) — японський мільярдер, підприємець і колекціонер творів мистецтва. Заснував 1998 році компанію Start Today і запустив в 2004 році магазин модного одягу Zozotown, тепер найбільший в Японії. У 2018 році Маедзава представив власний одяг бренду ZOZO і систему обмірки вдома ZOZOSUIT. Станом на травень 2017 року, за оцінкою Forbes, мав власний капітал у розмірі $3,6 млрд, будучи 14-тою найбагатшою людиною в Японії.
На прес-конференції 17 вересня 2018 року, компанія SpaceX оголосила, що Маедзава буде першим комерційним пасажиром у польоті навколо Місяця на ракеті BFR, у супроводі від 6 до 8 художників за своїм вибором. Політ планується провести в 2023 році.

## Раннє життя
Юсаку почав відвідувати  Waseda Jitsugyo High School в 1991 році, де він заснував музичний гурт разом зі своїми однокласниками під назвою Switch Style. Гурт випустив свій перший EP 1993 року. Після закінчення середньої школи він вирішив не вступати в коледж, замість цього він перебрався до США з подругою, де почав збирати диски і записи. Коли він повернувся в Японію в 1995 році його колекція альбомів стала основою для його першою компанії, яка продавала імпортні альбоми та компакт-диски поштою.

## Бізнес
У 1998 році, заснував компанію Start Today. У тому ж році його група підписала контракт з лейблом BMG Japan.  У 2001 році Маедзава оголосив перерву у своїй музичній кар'єрі. Start Today відкрила сайт продажу одягу Zozotown в 2004 році, а шість років потому, стала публічною компанією.
До 2012 року компанія Start Today була зареєстрована у Першій секції Токійської фондової біржі.
У 2018 році Маезава представив ZOZO, бренд одягу на замовлення, та ZOZOSUIT, систему домашніх вимірювань, у більш ніж 72 країнах і територіях.
Маезава пішов у відставку з ZOZO у вересні 2019 року після продажу 50,1% акцій компанії SoftBank за 3,7 мільярда доларів США (400 мільярдів єн). Він також продав 30% своєї особистої частки в ZoZo японській компанії Yahoo.

## Фонд Сучасного Мистецтва
Маедзава — засновник токійського Фонду сучасного мистецтва, який він запустив у 2012 році з метою «підтримки молодих митців в якості одного з стовпів нового покоління сучасного мистецтва». Фонду сучасного мистецтва в даний час представляє колекції два рази в рік. У травні 2016 року Маедзава привернув значну увагу засобів масової інформації з рекордною купівлею на аукціоні за $57,3 млн роботи безіменного Жан-Мішеля Баски, і побив рекорд знову в травні 2017 року з $110,5 млн на аукціоні за твір того ж художника. У тому ж аукціоні 2016 року, Маедзава купив роботи Брюса Наумана, Олександра Колдера, Річарда Прінса і Джеффа Кунс, Витративши в цілому 98 мільйонів доларів протягом двох днів. Маедзава планує відкрити музей сучасного мистецтва в Тібі, в якому будуть розміщені його колекції.

## Політ навколо Місяця
У вересні 2018 року було оголошено, що Маедзава буде першим комерційним пасажиром у польоті навколо Місяця на ракеті BFR, у супроводі від 6 до 8 митців та художників за своїм вибором. Політ відбудеться не раніше 2023 року з тривалістю майже шість днів. Політ відбудеться в рамках арт-проекту Маедзави — #dearMoon.

## Рекорд ретвітів
5 січня 2019 року Маедзава у мережі Твіттер закликав здійснити ретвітт (републікацію) його запису, натомість пообіцявши по 1 млн єн 100 випадковим особам. Цей його допис з'явився, щоб відсвяткувати рекордні прибутки вебсайту його компанії Zozotown, продажі якої в цей новорічно-різдвяний період сягнули майже 100 млн доларів. Таким чином, станом на 7 січня 2019 року він побив рекорд ретвіттів, що тепер становить понад 5 млн.